# Dux Pannoniae secundae
Il Dux Pannoniae secundae era il comandante di truppe di limitanei della diocesi dell'Illirico, e facenti parte dell'armata imperiale del Numerus intra Illyricum. Suo diretto superiore era al tempo della Notitia dignitatum (nel 400 circa), il comes Illyrici, che a sua volta dipendeva dal magister peditum praesentalis per le unità di fanteria, e dal magister equitum praesentalis per quelle di cavalleria.

## Elenco unità
Era a capo di 18 unità (o distaccamenti) di fanteria, 18 di cavalleria e 5 flotte, come risulterebbe dalla Notitia dignitatum:
legioni di limitanei:
- Praefectus legionis V Ioviae, a Bononiae, a Burgenas ed al forte Onagrino; Praefectus legionis VI Herculeae, nella parte superiore del monte Aureo, a Teutiborgio ed al forte Onagrino;

altre unità di fanteria:
- Tribunus cohortis III Alpinorum Dardanorum, in località sconosciuta; Tribunus cohortis tertiae Alpinorum, Sisciae; Tribunus cohortis I Ioviae, Leonatae; Tribunus cohortis I Thracum civium Romanorum, Caput Basensis.
- Praefectus militum Calcariensium, Sirmi;
- Auxilia Herculensia, ad Herculem; Auxilia Novensia, Arsaciana e a Novas; Auxilia Augustensia, di fronte a Bononiam tra i barbari nel forte di Onagrino; Auxilia Praesidentia, nell'accampamento di Herculis; Auxilia ascarii, Tauruno e a Marsonia;

unità di cavalleria:
- Equites Dalmatae, Novas; Equites Dalmatae, Albano; Equites promoti, Teutibarcio; Equites Dalmatae, Cornaco; Equites sagittarii, Cuccis; Equites Dalmatae, Bonoriae; Equites Dalmatae, Cusi; Equites sagittarii, Acimirci; Equites Dalmatae, Ricti; Equites Dalmatae, Burgentas; Equites promoti, Tauruno;
- Ala Sirmensis, Sirmi;
- Cuneus equitum scutariorum, Cornacii; Cuneus equitum Dalmatarum, Teutiborgio; Cuneus equitum Constantianorum, Burgenas; Cuneus equitum promotorum, Cuccis; Cuneus equitum constantium, Aciminci; Cuneus equitum Italicianorum, Secundarum;

marina militare romana:
- Praefectus classis I Flaviae Augustae, Sirmi; Praefectus classis II Flaviae, Graio; Praefectus classis Histricae, Mursae; Praefectus classis primae Pannonicae, Seruitii; Praefectus classis Aegetensium siue secundae Pannonicae, a Sisciae;